# Katharina von der Hoya

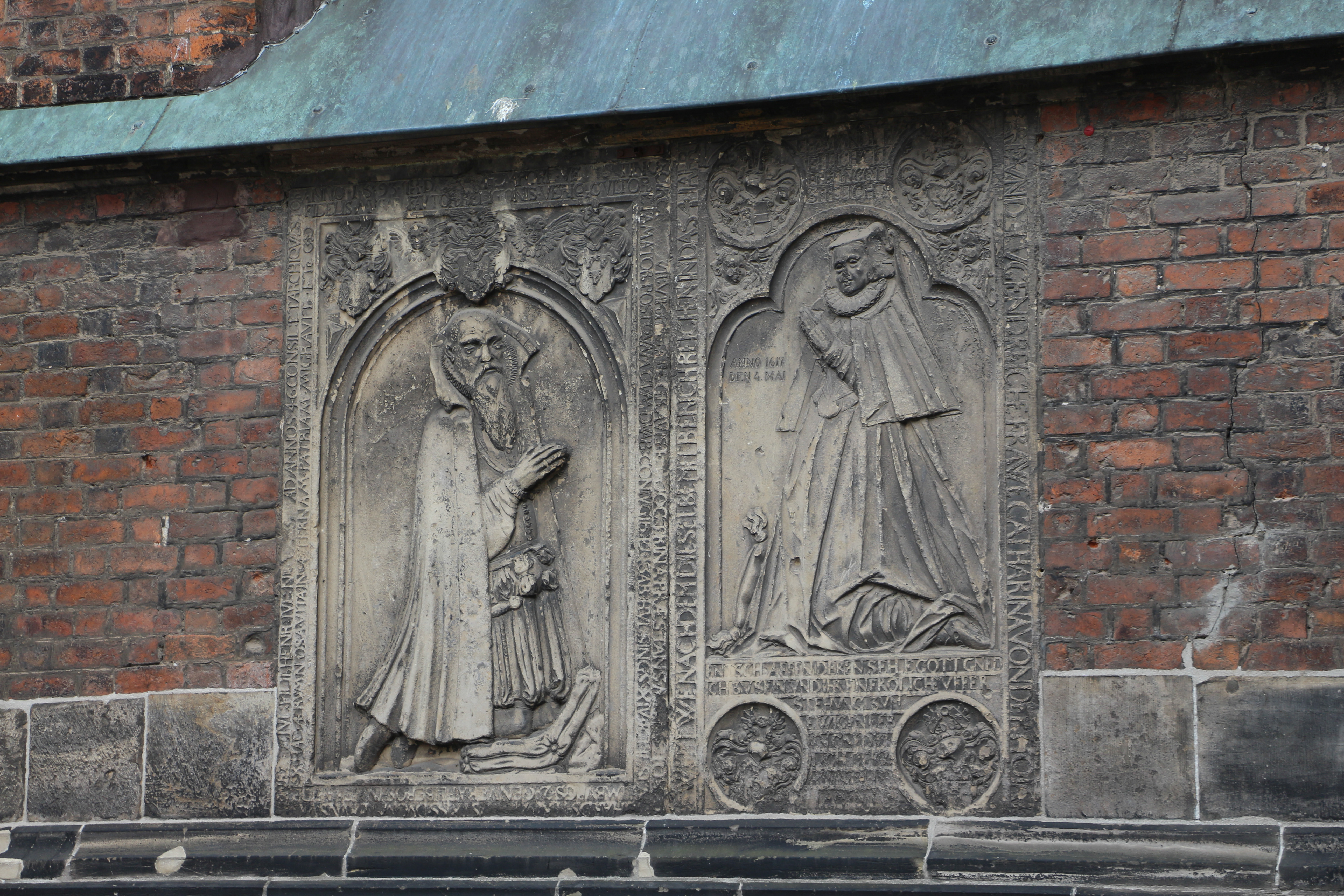
Die gekürzte ehemalige Grabplatte der Katharina von der Hoya (rechts); links daneben das Epitaph für Melchior Reichard († 1593)

Katharina von der Hoya (auch: Katharina von der Hoya; verwitwete Catharina Schwerheim oder Catharina Schmeriman oder Catharina Schmerrhimen; verheiratete Catharina Reiche; * 1563 in Minden; † 4. Mai 1617 in Hannover) war eine deutsche Adelige.

## Leben
Die Mitte des 16. Jahrhunderts im Jahr 1563 in Minden geborene Catharina von der Hoya heiratete in erster Ehe den Bürgermeister von Detmold, Johann Schmerimen († 1607). Nach dessen Tod vermählte sich die Witwe wenige Jahre später erneut mit einem Bürgermeister, laut dem Kirchenbuch der Marktkirche der Stadt Hannover am 24. Oktober 1613 mit dem hannoverschen Bürgermeister Erich Reiche. Das Ehepaar wohnte bis zum Tode von der Hoyas gemeinsam für etwa vier Jahre im Haus Schmiedestraße 14.
Katharina von der Hoya starb am selben Tag wie ihre Stieftochter Elisabeth Völger (1587–1617). Die beiden wurden laut der Leichenpredigt des Pastors David Meier nacheinander am 8. Mai 1617 in der Marktkirche und am 9. Mai des Jahres in der Aegidienkirche beigesetzt.

## Grabmal
Das denkmalgeschützte heutige Wandmal, die vormalige Grabplatte der Katharina von der Hoya, findet sich heute an der nördlichen Außenwand der Marktkirche.